# Neoanthura coeca
Neoanthura coeca är en kräftdjursart som beskrevs av Menzies 1956. Neoanthura coeca ingår i släktet Neoanthura och familjen Paranthuridae. Inga underarter finns listade i Catalogue of Life.